# Eicochrysops meryamae
Eicochrysops meryamae is een vlinder uit de familie van de Lycaenidae. De wetenschappelijke naam van de soort is voor het eerst gepubliceerd in 1983 door Pierre-Claude Rougeot.
De soort komt voor in Ethiopië.